# Narycia maurella
Narycia maurella är en fjärilsart som beskrevs av Walker 1863. Narycia maurella ingår i släktet Narycia och familjen säckspinnare. Inga underarter finns listade i Catalogue of Life.